# MTV Europe Music Awards 2002
Die MTV Europe Music Awards 2002 wurden am 14. November 2002 im Palau Sant Jordi, Barcelona, Katalonien in Spanien verliehen. Es war die 9. Verleihung des Awards und die erste in Spanien. Moderator war P.Diddy, der mit einem T-Shirt an den wenige Tage vorher ermordeten Jam Master Jay erinnerte.
Wie bereits in den Vorjahren wurden die regionalen Nominierungen ausgedehnt. So gab es zusätzlich zu den im letzten Jahr verliehenen regionalen Nominierungen für Deutschland, Frankreich, Dänemark, Italien, die nordischen Länder, Polen, Spanien, Russland sowie das Vereinigte Königreich und Irland auch noch eine Kategorie für Künstler aus Rumänien. Neu hinzu kamen außerdem der Award für „Best Hard Rock“.
Gewinner des Abends war der US-amerikanische Rapper Eminem mit drei EMAs. Er gewann auch im zweiten Mal in Folge den Hip-Hop-Award. Ebenfalls zum zweiten Mal in Folge gewann Jennifer Lopez den Award in der Kategorie Best Female.
Moby, der den im letzten Jahr eingeführten Web Award gewann, nutzte die Verleihung um seinen Beef mit Eminem beizulegen. Dieser wurde vorher öffentlich über den Eminem-Hit Without Me ausgetragen, woraufhin Moby die Vermutung äußerte, der Rapper sei „schwul“. Beim Entgegennehmen des Awards sagte er:

“I wish Eminem well. I have nothing but peace and respect for Eminem.”

„Ich wünsche Eminem alles Gute. Ich habe den höchsten Respekt vor ihm.“

## Hauptkategorien
| Kategorie            | Gewinner                          | Nominierte |
| -------------------- | --------------------------------- | --- |
| Best Song            | Pink – Get the Party Started      | Enrique Iglesias – Hero Nelly – Hot in Here Nickelback – How You Remind Me Shakira – Whenever, Wherever                                           |
| Best Video           | Röyksopp – Remind Me              | Basement Jaxx – Where’s Your Head At Eminem – Without Me Primal Scream – Miss Lucifer The White Stripes – Fell in Love with a Girl                |
| Best Album           | Eminem – The Eminem Show          | Coldplay – A Rush of Blood to the Head Kylie Minogue – Fever No Doubt – Rock Steady Pink – Missundaztood                                          |
| Best Female          | Jennifer Lopez                    | Kylie Minogue Pink Shakira Britney Spears |
| Best Male            | Eminem                            | Enrique Iglesias Lenny Kravitz Nelly Robbie Williams                                                                                              |
| Best Group           | Linkin Park                       | Coldplay No Doubt Red Hot Chili Peppers U2 |
| Best New Act         | The Calling                       | Avril Lavigne Röyksopp Shakira The Strokes |
| Best Pop             | Kylie Minogue                     | Anastacia Enrique Iglesias Pink Shakira |
| Best Dance           | Kylie Minogue                     | Sophie Ellis-Bextor Daft Punk Moby Röyksopp |
| Best Rock            | Red Hot Chili Peppers             | Bon Jovi Coldplay Nickelback U2 |
| Best Hard Rock       | Linkin Park                       | Korn P.O.D. Puddle of Mudd System of a Down |
| Best R&B             | Alicia Keys                       | Ashanti Beyoncé Mary J. Blige Jennifer Lopez |
| Best Hip-Hop         | Eminem                            | Busta Rhymes Ja Rule Nelly P.Diddy |
| Best Live Act        | Red Hot Chili Peppers             | Depeche Mode Korn Lenny Kravitz U2 |
| Web Award            | Moby (www.moby.com)               | Black Rebel Motorcycle Club https://www.blackrebelmotorcycleclub.com/ David Bowie www.davidbowie.com Linkin Park www.linkinpark.com U2 www.u2.com |
| Free Your Mind Award | Football Against Racism in Europe | |

## Regionale Awards
| Kategorie             | Gewinner          | Nominierte                                                        |
| --------------------- | ----------------- | ----------------------------------------------------------------- |
| Best Dutch Act        | Brainpower        | Di-rect Kane Sita Tiësto                                          |
| Best French Act       | Indochine         | David Guetta MC Solaar Pleymo Saïan Supa Crew                     |
| Best German Act       | Xavier Naidoo     | Die Toten Hosen Herbert Grönemeyer No Angels Sportfreunde Stiller |
| Best Italian Act      | Subsonica         | Articolo 31 Tiziano Ferro Planet Funk Francesco Renga             |
| Best Nordic Act       | Kent              | The Crash The Hives Röyksopp Saybia                               |
| Best Polish Act       | Myslovitz         | Blue Café Futro T.Love Wilki                                      |
| Best Romanian Act     | Animal X          | B.U.G. Mafia Class Partizan Zdob și Zdub                          |
| Best Russian Act      | Diskoteka Avariya | Ariana Epidemia Kasta t.A.T.u.                                    |
| Best Spanish Act      | Amaral            | Enrique Bunbury El Canto del Loco Enrique Iglesias Sôber          |
| Best UK & Ireland Act | Coldplay          | Atomic Kitten Ms. Dynamite Sugababes Underworld                   |

## Auftritte
- t.A.T.u. – All the Things She Said (Preshow)
- Röyksopp – Remind Me / Poor Leno
- Pink – Get the Party Started / Don’t Let Me Get Me / Just Like a Pill
- Eminem – Cleanin’ Out My Closet / Lose Yourself
- Foo Fighters – All My Life
- Christina Aguilera (featuring Redman) – Dirrty
- Whitney Houston – Whatchulookinat
- Bon Jovi – Everyday
- Enrique Iglesias – Maybe / Love to See You Cry
- Coldplay – In My Place
- Robbie Williams – Feel
- Wyclef Jean (featuring City High und Loon) – Pussycat
- Moby – In My Heart / Bodyrock

## Präsentatoren
- Pamela Anderson und Wyclef Jean – präsentierten Best Group
- Jade Jagger und Pharrell Williams – präsentierten Best R&B
- Sophie Ellis-Bextor und Holly Valance – präsentierten Best Pop
- Pierce Brosnan – präsentierte Best Male
- Ronan Keating und Esther Cañadas – präsentierten Best Live Act
- Nick Carter und Rachel Roberts – präsentierten Web Award
- Dolce & Gabbana und Sara Montiel – präsentierten Best Female
- Moby und Ms. Dynamite – präsentierten Best New Act
- Anastacia und Melanie C – präsentierten Best Song
- Kylie Minogue – präsentierten Best Hard Rock
- t.A.T.u. und The Calling— präsentierten Best Dance
- Marilyn Manson und Kelis – präsentierten Best Hip-Hop
- Patrick Kluivert – präsentierte Free Your Mind
- Las Ketchup und Tiziano Ferro – präsentierten Best Rock
- Sugababes und Patrick Kluivert – präsentierten Best Album
- Jean Paul Gaultier und Rupert Everett – präsentierten Best Video